# Wachtmannsches Haus
Das Wachtmannsche Haus, ein Bürgerhaus in Wildeshausen, Sägekuhle 5 neben der Alexanderkirche, stammt wohl aus der 2. Hälfte des 17. Jahrhunderts. Es ist seit 1991 ein Jugendhaus der Stadt.
Das Gebäude steht unter Denkmalschutz.

## Geschichte

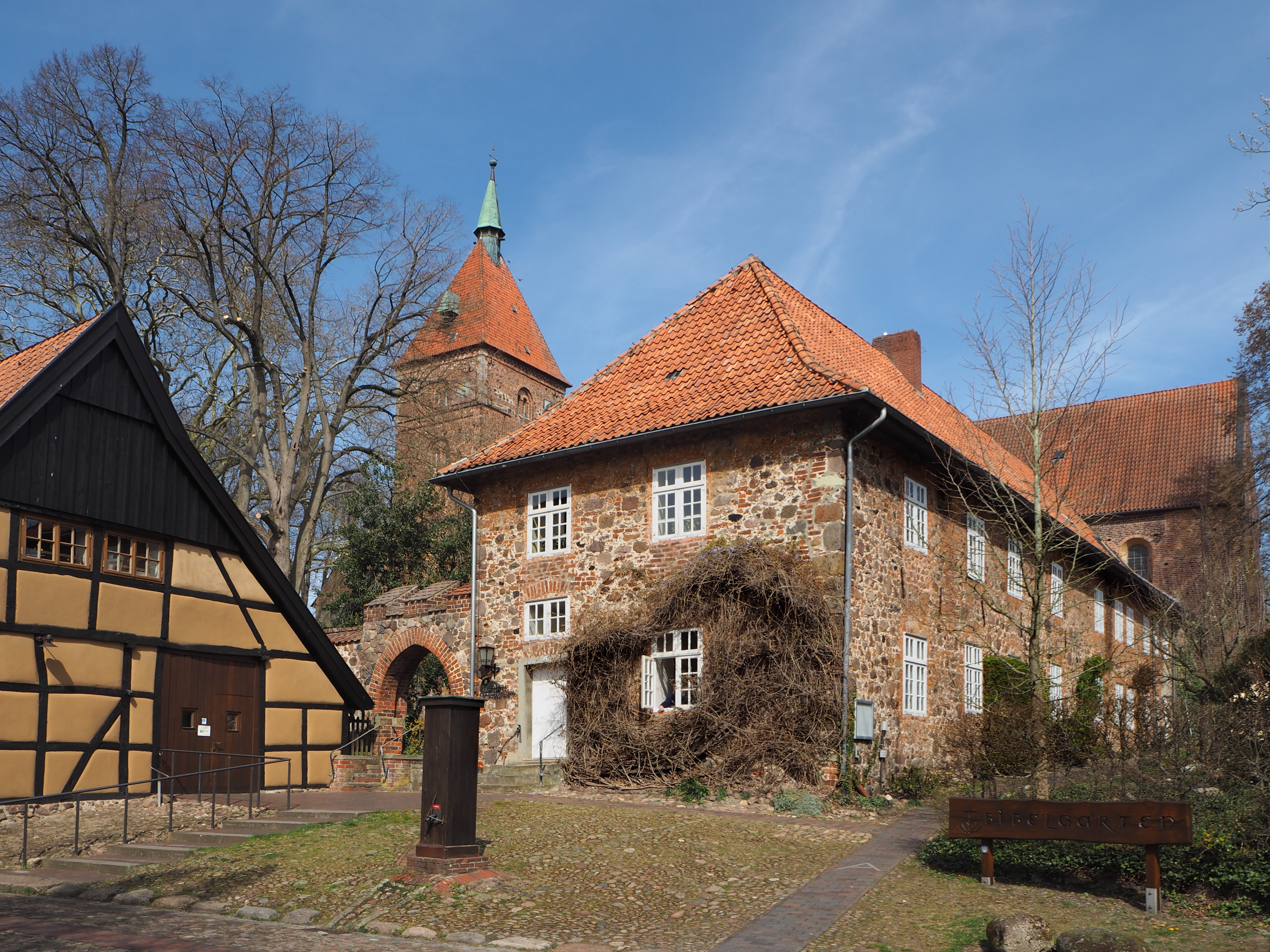
Wachtmannsches Haus, Alexanderkirche und Remter

Das eingeschossige Ackerbürgerhaus in Fachwerk mit Putzausfachungen am Giebel und mit Satteldach stammt wohl aus der 2. Hälfte des 17. Jahrhunderts. Es hat seinen Eingang auf der rechten Seite. Erhalten sind die bauzeitlichen Innen- und Außenkonstruktionen. Es war ursprünglich nach Westen länger, wo heute ein kleiner Anbau mit Satteldach steht. Es war ab 1729 Küster- und Organistenhaus von St. Alexander. 1991 erfolgte der Umbau zum Jugendhaus.
Die Landesdenkmalpflege befand: „... geschichtliche Bedeutung ...“.